# Die Presse
 (mars 2023).
Si vous disposez d'ouvrages ou d'articles de référence ou si vous connaissez des sites web de qualité traitant du thème abordé ici, merci de compléter l'article en donnant les références utiles à sa vérifiabilité et en les liant à la section « Notes et références ».
Die Presse est un quotidien autrichien de centre-droit publié par Styria Medien AG.

## Histoire

### L'ancienDie Presse(1848-1896)
Le quotidien Die Presse fut fondé pendant la Révolution de Mars de 1848, sur le modèle des journaux parisiens (entre autres La Presse d'Émile de Girardin), par l'entrepreneur August Zang (la première édition parut le 3 juillet). En comparaison des autres journaux fondés cette année-là, Die Presse faisait plutôt figure de modéré, voire de conservateur. Cependant, après l'écrasement de la révolution, le journal se positionna de plus en plus à gauche, jusqu'à ce que le gouvernement militaire de Vienne ordonne sa dissolution le 8 décembre 1849 en raison d'un contenu jugé trop favorable à l'opposition.

A. Zang tenta alors de redémarrer la publication depuis Brünn, où la loi martiale n'avait pas été instaurée, mais dut renoncer à cette tentative en décembre 1850.
En 1851, A. Zang réussit enfin grâce à l'entremise de relations personnelles à obtenir une approbation officielle pour la réédition de son journal, qui parut à Vienne le 25 septembre. Malheureusement, un différend entre A. Zang et l'équipe de rédaction de son journal en 1864 conduit à la démission en bloc de cette dernière, qui s'en alla fonder un autre quotidien, le Neue Freie Presse. Bien que A. Zang ait réussi à former une nouvelle équipe de rédaction (avec entre autres Eduard Warrens), Die Presse perdit rapidement de l'importance au profit de son nouveau rival, et fut finalement vendu au gouvernement en 1867. Celui-ci confia la publication du quotidien à un consortium semi-indépendant jusqu'à ce qu'il soit définitivement dissout en 1896.

### LeNeue Freie Presse(1864-1938)
Le quotidien fondé par les anciens rédacteurs de Die Presse (Michael Etienne et Max Friedländer) parut pour la première fois le 1er septembre 1864 et s'imposa rapidement comme le principal quotidien d'Autriche-Hongrie, lu principalement par la bourgeoisie libérale. Ce succès est dû en grande partie aux grands auteurs qui ont collaboré à la rédaction du Neue Freie Presse, tels que Theodor Herzl, Eduard Hanslick, Hugo von Hofmannsthal, Stefan Zweig, Felix Salten ou Arthur Schnitzler. Aujourd'hui encore, Die Presse se plaît souvent à rappeler que Karl Marx lui-même a été de temps à autre correspondant à Londres pour le Neue Freie Presse, même s'il convient de préciser que cela ne dura qu'un temps et que la plupart des articles écrits par lui pour le quotidien ne furent pas retenus par la rédaction.
Moriz Benedikt entra à la rédaction en 1872 et devint en 1908 le seul éditeur du Neue Freie Presse: son influence sur la politique autrichienne fut immense. Le quotidien employa jusqu'à 500 journalistes à temps plein et atteint en 1920 les 90 000 exemplaires par jour.

Après l'invasion de l'Autriche par les troupes allemandes et le rattachement (Anschluss) de celle-ci au Reich le 12 mars 1938, le Neue Freie Presse fusionna avec le populaire Neuen Wiener Journal pour former le Neues Wiener Tagblatt.

### Die Presse(depuis 1946)
Après la Seconde Guerre mondiale, Ernst Molden fonda l'actuel Die Presse dans la plus pure tradition de l'ancien Neue Freie Presse. Die Presse fut ainsi le premier quotidien indépendant de la Seconde République. E. Molden dut surmonter de nombreuses difficultés pour le lancement de son journal : les archives du précédent journal avaient été détruites, les presses transportées par les Nazis en Silésie et les droits sur le titre appartenaient à un éditeur nazi de Berlin.
La première édition parut toutefois le 26 janvier 1946. En raison du manque de papier, le journal ne fut publié au départ qu'une fois par semaine, le jeudi. À partir du 29 octobre 1948, le journal parut quotidiennement, ce qui provoqua d'abord un effondrement des ventes et du nombre d'abonnements qui plongea Die Presse dans une grave crise financière. Fritz Molden (de), fils du fondateur, réussit à obtenir en 1950 un crédit de plus de deux millions de Schilling à New York et sauva ainsi le quotidien de la faillite. En 1952, il racheta 50 % des actions en tant que directeur d'édition et devint rédacteur en chef en 1953, à la mort de son père.
En 1965, la Chambre du Commerce autrichienne racheta en grande partie le quotidien, mais le rédacteur en chef du moment, Otto Schulmeister, défendit avec succès son indépendance.
En 1973, Die Presse fut élu journal de l'année conjointement avec le Washington Post. En 1975, il fut le premier quotidien européen à afficher sur une pleine page les programmes radio-télévisés. Un changement de format en format berlinois suivit en 1993 pour donner au journal son aspect actuel. En 1991 enfin, Styria Medien AG racheta 51 % des actions, puis la totalité dans le courant de la décennie.

## Die Presseaujourd'hui
Le quotidien est actuellement publié par Horst Pirker et se positionne comme libéral et de centre-droit. L'actuel rédacteur en chef est Michael Fleischhacker. Die Presse paraît du lundi au samedi en édition du soir et contient environ 32 pages en semaine et 50 le samedi. Le contenu est réparti en différentes rubriques : National, Affaires étrangères, Chronique de Vienne, Sport et Feuilleton. Vendredi paraît le Schaufenster, Samedi le Carrière, l'Immobilier et le supplément hebdomadaire Spectrum (culture).

Conjointement avec ORF, Die Presse sacre l'Autrichien de l'année, une personne méritante dans la catégorie des Sciences, de l'Économie et de l'Humanité.
Il défend des positions conservatrices. 
Proche des milieux industriels, il se présente comme le “journal de l'élite”.

### Diffusion
Son principal concurrent est le quotidien socio-libéral Der Standard. Ils sont considérés avec le Salzburger Nachrichten comme les trois quotidiens de qualité d'Autriche.
D'après une enquête des médias autrichiens, le quotidien comptait 325 000 lecteurs en 2005, ce qui le place en cinquième position derrière le Kronen Zeitung, le Kleine Zeitung, le Kurier et Der Standard. Il est lu par tous les groupes principaux, les personnes ayant un haut niveau d'éducation et celles ayant des revenus supérieurs à 3 000 € par mois.
D'après l'Österreichische Auflagenkontrolle, Die Presse parut à raison de 101 703 exemplaires en 2004, ce qui le place en troisième position, devant Der Standard.

## Sources
- Adam Wandruska: Geschichte einer Zeitung, Presse Druck, Vienne 1958
- Andreas Unterberger et Julius Kainz : 150 Jahre "Die Presse", Holzhausen, Vienne 1998,  (ISBN 3-900518-83-1)

## Liens
- (de) Die Presse online
- (de) wien-konkret.at Histoire de Die presse